# Robert Fiske
Robert Fiske (20 de octubre de 1889 – 12 de septiembre de 1944) fue un actor cinematográfico de nacionalidad estadounidense, activo en los años 1930 y 1940.

## Biografía
Nacido en Griggsville, Misuri, actuó en 70 filmes, principalmente westerns y películas de serie B. 
Falleció en Sunland, Los Ángeles (California), a causa de una insuficiencia cardiaca, a los 54 años de edad. Fue enterrado en el Cementerio Forest Lawn Memorial Park de Glendale, California.

## Selección de su filmografía
- The Sky Parade (1936)
- Song of the Gringo (1936)
- Battle of Greed (1937)
- The Devil Diamond (1937)
- The Law Commands (1937)
- Drums of Destiny (1937)
- Raw Timber (1937)
- The Purple Vigilantes (1938)
- Cassidy of Bar 20 (1938)
- The Great Adventures of Wild Bill Hickok (1938)
- Adventure in Sahara (1938)
- Sunset Trail (1939)
- Racketeers of the Range (1939)
- The Shadow (1940)
- East Side Kids (1940)
- Carolina Moon (1940)
- Deadwood Dick (1940)
- The Green Archer (1940)
- Texas Terrors (1940)
- Law and Order (1940)
- The Apache Kid (1941)
- Dick Tracy vs. Crime, Inc. (1941)
- Today I Hang (1942)
- Black Dragons (1942)
- The Secret Code (1942)
- Batman (1943)